# Máquina social

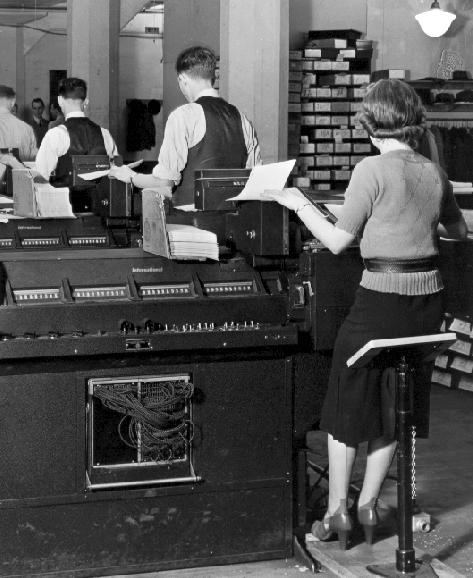
As primeiras máquinas de computação foram usadas para estabelecer a Administração da Previdência Social dos Estados Unidos. Como o maior projeto de contabilidade da história, isso não teria sido possível sem essa tecnologia.

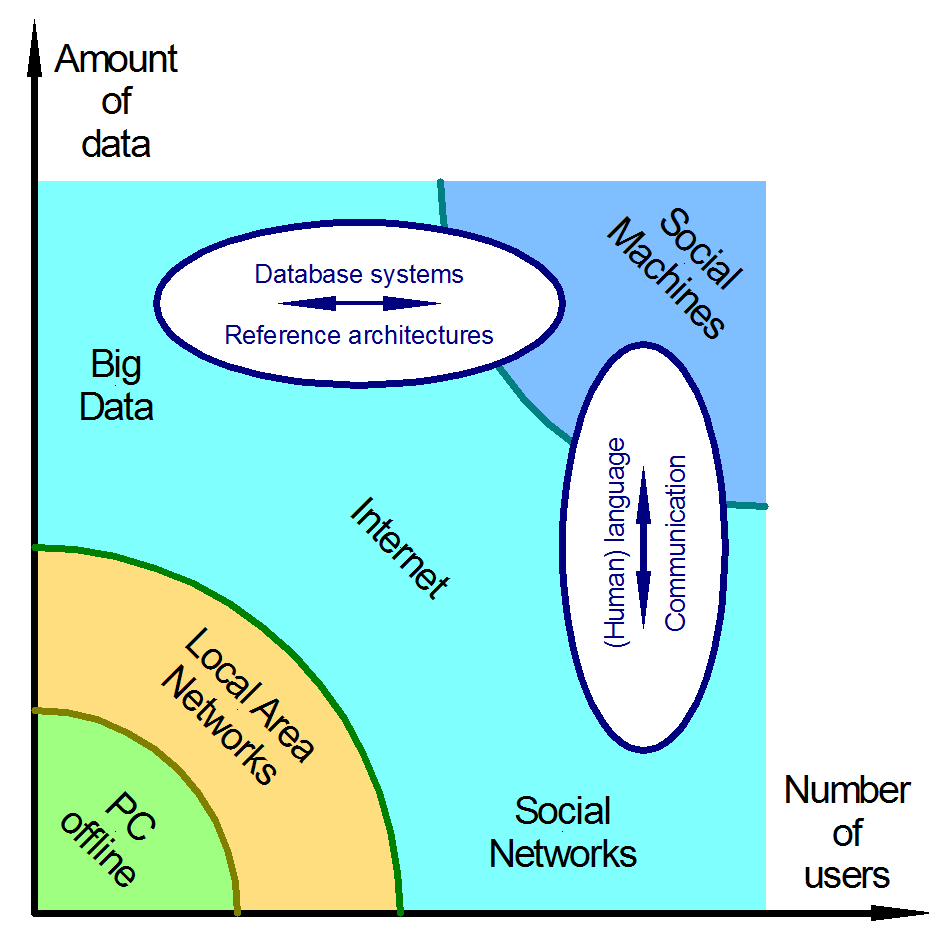
Representação gráfica de máquinas sociais na Internet que têm acesso ao big data em bancos de dados por meio de arquiteturas de referência e que se comunicam com diversos usuários em redes sociais por meio de linguagem humana.

Uma máquina social é um ambiente que envolve seres humanos e a tecnologia interagindo e produzindo resultados ou ações que antes não seriam possíveis sem a presença de ambas as partes.
O crescimento das máquinas sociais tem sido amplamente possibilitado por tecnologias como a Internet, o smartphone, as mídias sociais e a World Wide Web, conectando pessoas do mundo inteiro de novas maneiras.

## Conceito
A ideia de máquinas sociais existe há muito tempo, discutida já em 1846 pelo capitão William Allen, e também por autores como Norman Mailer, Gilles Deleuze e Félix Guattari.
As máquinas sociais confundem os limites entre os processos computacionais e a entrada de humanos. Frequentemente, eles assumem a forma de projetos colaborativos online que produzem conteúdo da web, como a Wikipedia, projetos de ciência cidadã como o Galaxy Zoo e até mesmo sites de redes sociais como o Twitter também foram definidos como máquinas sociais. No entanto, uma máquina social não produz necessariamente resultados que afetam diretamente os indivíduos ou máquinas envolvidos e um ponto de vista alternativo afirma que as Máquinas Sociais são "em vez de uma peça de software intencionalmente projetada - o substrato de atividades humanas acumuladas de compartilhamento de informações entre sistemas" .
Uma máquina social também pode se espalhar por mais de uma plataforma, dependendo de como seus participantes interagem, enquanto uma plataforma como o Twitter pode hospedar muitos milhares de máquinas sociais.
Um campo acadêmico investigando a ideia está ativo desde o livro de Tim Berners-Lee , Weaving the web . As máquinas sociais são caracterizadas como 'sistemas sociais na Web ... entidades computacionais governadas por processos computacionais e sociais'. Tim Berners-Lee e James Hendler expressaram alguns dos desafios científicos subjacentes com relação à pesquisa em IA usando a tecnologia da web semântica como ponto de partida.
Nello Cristianini e Teresa Scantamburlo argumentaram que a combinação de uma sociedade humana e uma regulação algorítmica forma uma máquina social.